# Sant Joan de les Medes
Sant Joan de les Medes és una església de Sant Aniol de Finestres (Garrotxa) inclosa a l'Inventari del Patrimoni Arquitectònic de Catalunya. La capella de Sant Joan és una de les dues capelles vinculades al veïnat de les Medes, i és la més a prop les cases. L'altra, més propera a la carena, està dedicada a Sant Julià i s'anomena Sant Julià de les Medes.

## Descripció
Sant Joan és una petita construcció d'una sola nau, sobrealçada, amb accés directe a la part superior pel costat de tramuntana. A la nau s'accedeix pel costat de ponent gràcies a una porta feta de carreus ben tallats. L'interior mesura 4 m de llargada per 2,70 m d'amplada.
Està decorada amb pintures sobre estuc que imiten motius arquitectònics típics de l'estil gòtic, que foren realitzades l'any 1859. En el frontispici hi ha ubicat el campanar d'espadanya, amb un sol ull. L'esglesiona de Sant Joan va ser bastida amb pedra menuda i actualment es troba molt amagada per la vegetació. El seu estat amenaça ruïna.